# Ustani iz sjene
»Ustani iz sjene« singl je Marka Perkovića Thompsona objavljen 13. lipnja 2025. godine. Predstavlja jednu od pjesama studijskog albuma Hodočasnik, čija je službena objava bila isti dan.
Pjesma je objavljena kao jedna od pet do tada neobjavljenih pjesama. 
Tekst i glazbu pjesme potpisuju Ante Padovan i Marko Perković Thompson. Aranžman su zajednički napravili Thompson, Duje Ivić i Ante Padovan.
Bila je izvedena kao prva pjesma na koncertu Thompsona na zagrebačkom hipodromu 5. srpnja 2025. Ne odnosi se izravno na povijesne ili političke događaje, ali je poziv na buđenje vjere i domoljublja.